# 河南话
河南话，属汉语中原官话的一支，使用人數約1.06億。河南话主要分布在河南省淮河干流北部的广大地区。在河南省周边地区，如河北省南部、山东省南部和安徽省北部、江苏省北部和湖南省长沙市周边地区等地也有河南話使用者。
在河南省内，又可根据淮河划出：
- 淮北方言

淮北河南方言比较普及，包括了豫北的鹤壁、焦作、豫西的洛阳、豫西南的南阳、豫东的开封、豫中的许昌等地，皆用。
- 淮南方言

淮南的信阳方言分布在信阳中东部的信阳县南部、罗山、光山、新县、潢川、固始、商城一带，新县、信阳县南部、罗山县带南方口音，东部固始、商城带有浓重的皖北口音。
比较常见的河南话有“中”（行，可以），“噫”（感叹词）、“得劲”（舒坦）、“釁球”/“釁球八叉”（蠢，傻）、“弄啥嘞”（干什么啊）、“阵这儿”（现在）、“将结儿”（刚才）、“从开”（将来）、“夜儿”（昨天）、“清早”（早上）、“晌午”（中午）、“黑地”（晚上）、“明日（yī）儿”（明天）、“哪日（yī）儿”（哪天），腋下称为“胳囉肢”，背部称之为“脊梁”，梯子称之为为“罢chuer”等……。

## 河南省境內非中原官话區
豫北地区安阳（不含内黄、滑县）、新乡、焦作、济源等地区的主要方言属于晋语下属的邯（郸）新（乡）片，与以郑州话、开封话为代表的河南话（中原官话）在读音、用词等方面均有较大不同。值得注意的是，近年来，随着地区交流日渐频繁，新乡、焦作等地中心城区方言均较大程度地被中原官话所影响，但郊区和农村方言均较大程度地保留晋语的特征。